# ATV – Krajowa Telewizja Kablowa
ATV (Krajowa Telewizja Kablowa "ATV") – jeden z pierwszych, legalnie działających koncesjonowanych nadawców w Polsce.  Kanał powstał w 1993 roku i w zamyśle miał uzupełniać programy lokalne telewizji kablowych, gdzie też był dystrybuowany. Jego siedziba znajdowała się na Łąkowej 29 w Łodzi.

## Historia
Przez pierwsze lata działalności cały program ATV przygotowywany był i montowany w studiu w Łodzi. Później rozsyłano go na kasetach VHS do sieci kablowych w całej Polsce, które deklarowały się emitować o wcześniej ustalonej porze w danym dniu. Przez ten czas ATV traktowane było głównie jako wypełniacz lokalnych programów sieci kablowych z uwagi na jedynie kilkugodzinny program, który oferował.
W 1997 roku zaraz po otrzymaniu koncesji na nadawanie programu satelitarnego, zdecydowano się przemianować ATV na ATV1 oraz uruchomić drugi, skierowany do dzieci kanał ATV2. Niedługo później wprowadzono już  bardziej sprofilowane pasma tematyczne na obu antenach.
ATV1
- ATV Relaks – nadający w godzinach popołudniowych oraz wieczorami główny kanał sieci prezentujący programy rozrywkowe, teleturnieje, filmy oraz seriale.
- Super ATV – muzyczny blok  ATV nadający teledyski, listy przebojów oraz programy dla młodzieży.

ATV2
- ATV Smyk – nadający w ciągu dnia (od 6:00 do 19:00) pierwszy w Polsce kanał dla dzieci, nadający kreskówki, głównie z Polski, a także z innych europejskich krajów, m.in. z Francji.
- ATV Kino – pojawiający się na antenie wieczorami (od 19:00 do 3:00) kanał filmowy prezentujący głównie kino europejskie oraz amerykańskie.

Rok później doszło do kolejnej zmiany. ATV Relaks połączono z ATV Kino, natomiast Super ATV z ATV Smyk.

## Koniec nadawania ATV
W 1999 roku Krajowa Rada Radiofonii i Telewizji zdecydowała się odebrać koncesję kanałom ATV stwierdzając zaległości finansowe nadawcy (brak opłat za korzystanie z koncesji satelitarnej), nadawanie niskiej jakości programu oraz ciągłe emitowanie powtórek. Pod koniec swojego istnienia ATV w ogóle nie dokonywała zakupów programowych, produkowano jedynie kilka programów własnych. W marcu tego samego roku ATV zakończyło działalność jako telewizja i stała się spółką producencką i zmieniła nazwę na Multiwizja.
Miesiąc po likwidacji kanałów ATV, nadawca stał się producentem kanałów tematycznych platformy Polsat 2 Cyfrowy:
- Formuła 1/On – Seriale sensacyjne, kryminalne, programy sportowe, motoryzacyjne, erotyka i seriale Playboya
- Dla Ciebie/Ona – Telenowele, filmy obyczajowe i program dla kobiet
- Komedia – Filmy i seriale komediowe, programy satyryczne (zlikwidowany w 2001 roku wraz z kanałem Info Dokument/Info)[4].
- Smyk/Junior – Seriale i programy dla dzieci (dawny kanał "ATV Smyk").
- Muzyczny Relaks – Program muzyczny.
- Info Dokument/Info - Kanał emitujący programy dokumentalne i audycję o komputerach "Meta", zlikwidowany w 2001 roku wraz z kanałem Komedia[4].
- Filmax - Kanał emitujący 3 filmy dziennie o godzinie 21:00, 22:45 i 00:30. Kanał dzielił pasmo z kanałem Junior[5].

Taki stan rzeczy nie trwał jednak zbyt długo. Na jesieni 1999 roku programy archiwalne ATV zeszły z anteny, a niebawem Polsat rozpoczął samodzielną produkcję swoich kanałów. Wkrótce też wprowadzono ich nowe nazwy: On, Ona oraz Junior, zrezygnowano także z emisji programów Komedia i Info Dokument/Info. W 2000 roku "Multiwizja" zaprzestała działalności, a ATV tym samym ostatecznie przeszło do historii.

## Wybrane programy ATV
Produkcja własna:
- ATV idzie do kina – prezentacje nowości filmowych
- Gotuję, bo lubię – magazyn kulinarny
- Jednym śladem – program motoryzacyjny
- Kamera start – teleturniej filmowy
- Men – magazyn
- Smak muzyk – program muzyczny
- To jest kino – magazyn filmowy
- Zebra – program muzyki alternatywnej

"Teleatrakcje":
- Klucze Fortu Boyard
- Pago Pago (Le Trésor de Pago Pago) – teleturniej emitowany na stacji ATV. Miejscem akcji tego teleturnieju terenowego było miasto Pago Pago (Samoa Amerykańskie). Uczestnicy wykonywali konkurencje fizyczne, a najlepsza drużyna miała szansę na zdobycie nagrody głównej, którą było wydobycie drogocennych pereł z dna oceanu (w ograniczonym czasie).
- Wyprawa do Xapatan

Telenowele:
- Gorzka miłość
- Maria Bonita
- Santa Barbara

Seriale:
- Byle do poniedziałku
- Droga
- Hrabina Cosel
- Jej imię Wolność
- Larry i Balki (z anteny RTL 7 znany jako: W obcym mieście)
- Maguy
- Niszcząca siła – dok.
- Nowa fala
- Snowy
- Teatrzyk Intryg przedstawia
- Tego już za wiele
- Tylko Manhattan
- Westgate

Kreskówki:
- Opowieści kota ze starej wierzby
- polskie seriale animowane z wytwórni Se-ma-for